# Дієго Тарделлі
Дієго Тарделлі Мартінс (порт. Diego Tardelli Martins, нар. 10 травня 1985, Санта-Брбара-д'Оесте) — бразильський футболіст, нападник національної збірної Бразилії та китайського клубу «Шаньдун Лунен».
Чемпіон Нідерландів. Володар кубка Бразилії. Дворазовий володар Кубка Лібертадорес.

## Клубна кар'єра
У дорослому футболі дебютував 2004 року виступами за команду клубу «Сан-Паулу», в якій провів два сезони, взявши участь у 71 матчі чемпіонату. Більшість часу, проведеного у складі «Сан-Паулу», був основним гравцем атакувальної ланки команди. За цей час виборов титул володаря Кубка Лібертадорес.
Згодом з 2005 по 2015 рік грав у складі команд клубів «Реал Бетіс», «Сан-Каетану», ПСВ, «Фламенгу», «Атлетіку Мінейру», «Анжі» та «Аль-Гарафа». Протягом цих років додав до переліку своїх трофеїв титул чемпіона Нідерландів.
До складу клубу «Шаньдун Лунен» приєднався 2015 року.

## Виступи за збірні
У 2005 році залучався до складу молодіжної збірної Бразилії. На молодіжному рівні зіграв у 2 офіційних матчах.
2009 року дебютував в офіційних матчах у складі національної збірної Бразилії.
У складі збірної був учасником розіграшу Кубка Америки 2015 року у Чилі.

## Титули і досягнення

### Командні
- Чемпіон Нідерландів: 2006-07
- Чемпіон Бразилії: 2007
- Володар Кубка Еміра Катару: 2012
- Володар Кубка Бразилії: 2014
- Володар Кубка Лібертадорес: 2005, 2013
- Переможець Рекопи Південної Америки: 2014
- Володар Суперкубка Китаю: 2015
- Найкращий бомбардир Чемпіонату Бразилії: 2009

### Збірні
- Переможець Суперкласіко де лас Амерікас: 2014